# Крижанівський Марко Михайлович
Крижанівський Марко Михайлович (25 березня 1893, м. Київ — ?) — підполковник Дієвої армії УНР.

## Біографія
Закінчив Луцьку гімназію, Іркутське військове училище (1915 р.)
Служив у 84-му піхотному Ширванському полку, у складі якого брав участь у Першій світовій війні, командував ротою. У 1917 р. — в. о. старшини для доручень штабу 21-ї піхотної дивізії, помічник начальника розвідчого відділу штабу 21-ї піхотної дивізії О. Удовиченка. Останнє звання у російській армії — штабс-капітан.
У 1919 р. обіймав посади: помічника та начальника розвідчого відділу штабу Правобережного фронту Дієвої армії УНР, начальника розвідчого відділу штабу Гуцульського Кошу, начальника розвідчого відділу штабу 3-ї Залізної дивізії Дієвої Армії УНР.
З травня 1920 р. персональний ад'ютант начальника 3-ї Залізної дивізії Армії УНР генерала О. Удовиченка.
У 1920-30-х рр. жив на еміграції у Польщі та Франції.

## Вшанування пам'яті
28 травня 2011 року у мікрорайоні Оболонь було відкрито пам'ятник «Старшинам Армії УНР — уродженцям Києва». Пам'ятник являє собою збільшену копію ордена «Хрест Симона Петлюри». Більш ніж двометровий «Хрест Симона Петлюри» встановлений на постаменті, на якому з чотирьох сторін світу закріплені меморіальні дошки з іменами 34 старшин Армії УНР та Української Держави, які були уродженцями Києва (імена яких вдалося встановити історикам). Серед іншого вигравіруване й ім'я Марка Крижанівського.